# Krasnojarsk
Krasnojarsk (russisk: Красноярск, tr. Krasnojarsk) er en by i Krasnojarsk kraj i Den Russiske Føderation ved floden Jenisej. Med sine 1.092.851 (2021) indbyggere er byen den tredjestørste by i Sibirien, og administrativt center i krajen. Krasnojarsk blev grundlagt i 1628.

## Geografi
Krasnojarsk er det største kulturelle og økonomiske centrum af centrale Sibirien. Byen ligger på begge bredder af floden Jenisej ved den Vestsibiriske slette møder den Midtsibiriske højslette og Sajanbjergene. Den transsibiriske jernbane passerer gennem Krasnojarsk. Byen ligger 287 moh. Jenisej deler Sibirien i den vestlige og østlige del er delt nogenlunde midt over, og selve byen, i den sidste linje i Krasnojarsk kom Sayan Ridge. Byen er administrativt centrum for den Østsibiriske økonomiske region.
Krasnojarsk er en af de mest kompakte storbyer i Rusland. Fra vest til øst er byen omkring 41 km lang, fra nord til syd omkring 37 km. Byen inklusive et mindre landdistrikt under byens administration har et areal på 385,8 km².
Mod syd og vest er Krasnojarsk omgivet af skovbevoksede højdedrag med en gennemsnitlig højde på 410 meter over flodens niveau. Længere syd på ligger Stolbys naturreservat, som består af flere store klipper, der strækker sig ud fra Sajanbjergene. De vestlige højdedrag danner Gremjatjinskaja-kæden, som starter ved Nikolajevskaja Sopka-bjerget (kendt for sine skihopsanlæg) og løber mod vest til Sobakina-floden. Nord for byen er terrænet relativt fladt med skov mod nordvest og landbrug mod nord og øst. Der findes flere øer i Jenisej. De største er Tatysjev og Otdycha, der fortrinsvis anvendes til rekreative formål.

### Klima
Krasnojarsk har tempereret fastlandsklima med lange og meget kolde vintre og korte, men varme somre. Sammenlignet med klimaet på lignende breddegrader, har Krasnojarsk meget varmere somre end for eksempel Aberdeen, Skotland, men meget koldere og længere vintre. Sommeren er også i gennemsnit varmere end forventet ved tilsvarende breddegrader i Skandinavien, på grund af fastlandsplaceringen. Meget få større byer på jorden har større forskelle mellem sommer og vinter temperaturer end Krasnojarsk.
Gennemsnitstemperaturen i januar er -15,5 °C og i juli +24,8 °C. Den laveste temperatur, der er målt, var på -52,8 °C (1931) og den højeste 36,5 °C (2002). På grund af vandkraftværket 32 km opstrøms fryser Jenisej aldrig til om vinteren og vandtemperaturen overstiger aldrig 14 °C. Den gennemsnitlige årlige nedbør er 491 mm.
| Vejr for Krasnojarsk            | Vejr for Krasnojarsk | Vejr for Krasnojarsk | Vejr for Krasnojarsk | Vejr for Krasnojarsk | Vejr for Krasnojarsk | Vejr for Krasnojarsk | Vejr for Krasnojarsk | Vejr for Krasnojarsk | Vejr for Krasnojarsk | Vejr for Krasnojarsk | Vejr for Krasnojarsk | Vejr for Krasnojarsk | Vejr for Krasnojarsk |
|                                 | Jan                  | Feb                  | Mar                  | Apr                  | Maj                  | Jun                  | Jul                  | Aug                  | Sep                  | Okt                  | Nov                  | Dec                  | År                   |
| ------------------------------- | -------------------- | -------------------- | -------------------- | -------------------- | -------------------- | -------------------- | -------------------- | -------------------- | -------------------- | -------------------- | -------------------- | -------------------- | -------------------- |
| Gennemsnitlig maks °C           | −11,4                | −8                   | −0,2                 | 7,8                  | 17,1                 | 22,4                 | 24,8                 | 21,8                 | 14,4                 | 6,4                  | −3,4                 | −9,4                 | 6,9                  |
| Gennemsnitlig min °C            | −19,2                | −16,9                | −10,1                | −2,6                 | 4,7                  | 10,3                 | 13,4                 | 10,8                 | 4,8                  | −1,6                 | −10,6                | −17,1                | −2,8                 |
| Gennemsnitlig nedbør mm         | 18                   | 13                   | 16                   | 32                   | 45                   | 63                   | 76                   | 67                   | 50                   | 43                   | 38                   | 30                   | 491                  |
| Kilde (20. april 2017): TurVejr |                      |                      |                      |                      |                      |                      |                      |                      |                      |                      |                      |                      |                      |

## Historie
Krasnojarsk (russisk: Красноярск, tr. Krasnojarsk) er en by i Krasnojarsk kraj i Den Russiske Føderation ved floden Jenisej. Med sine 1.092.851 (2021) indbyggere er byen den tredjestørste by i Sibirien, og administrativt center i krajen. Krasnojarsk blev grundlagt i 1628.
Byen blev grundlagt i juli 1628 som et fort ved den russiske østgrænse. Kosakken Andrej Dubenskoj ankom med en militærstyrke til der, hvor floderne Katja og Jenisej flyder sammen, og anlagde et fæstningsværk i den hensigt at beskytte østgrænsen mod angreb fra folkegrupperne, der boede langs Jenisej og dens bifloder.
Fortet fik navnet Krasnyj Jar (russisk: Кра́сный Яр) efter det lokale tyrkiske navn for stedet, Kyzyl Yar, med betydningen "rød malm". Navnet Krasnojarsk blev senere givet, da stedet fik bystatus.
Byen begyndte at vokse ordentlig, da Moskvas postvej (senere M53) blev anlagt mellem 1735 og 1741, hvorved de nærliggende byer Atsjinsk og Kansk blev koblet sammen med Krasnojarsk og resten af Rusland. Væksten fortsatte efter opdagelsen af guld i området, og da jernbanen blev bygget i 1895.
I 1749 blev der opdaget en meteoritmasse på omkring 700 kilogram 233 kilometer syd for byen. Krasnojarsk-meteoritten var den første pallasit, som nogensinde blev undersøgt.
I 1800-tallet blev Krasnojarsk centrum for de sibiriske kosakker. I 1822 fik stedet bystatus og var blevet hovedstad i Jenisejs militærdistrikt. I slutningen af 1800-tallet havde Krasnojarsk flere manufakturer og jernbanefabrikker. Under Det Russiske Kejserrige blev mange politiske dissidenter i eksil bragt til byen.
Efter den russiske revolution under femårsplanerne blev der bygget mange store fabrikker i byen, blandt andet et rederi, en papirfabrik, et vandkraftværk (i dag Ruslands femte største) og en stor havn. I 1934 blev Krasnojarsk kraj grundlagt. Krasnojarsk blev krajens administrative centrum.
Under stalinismen var Krasnojarsk et centrum for gulagsystemet. Den vigtigste arbejdslejr var Kraslag, som var i brug mellem 1938 og 1960, med to enheder i Kansk og Resjoty. I byen selv var Jenisejlag aktiv under 2. verdenskrig (1940–1941).
Under 2. verdenskrig blev mange fabrikker flyttet fra Ukraine og det vestlige Rusland til Krasnojarsk og nærliggende byer, hvilket stimulerede byens industrielle vækst. Efter krigen blev der bygget mange nye fabrikker i byen, blandt andet et aluminiums- og et metallurgiværk.
Efter Sovjetunionens sammenbrud, da fabrikkerne blev privatiseret, blev mange købt af kriminelle organisationer og oligarker, mens andre gik konkurs. Den økonomiske overgang resulterede i en stor stigning i arbejdsløsheden og mange strejker. Ejerskabsproblemerne fortsatte efter årtusindskiftet, da næsten samtlige ejes af monopolistiske finansgrupper.
Efter, at Pjotr Pimasjkov blev valgt til borgmester i 1996, er byens udseende langsomt blevet forandret. For eksempel er ældre historiske bygninger blevet tilbageført til deres oprindelige stil og flere torve med fontæner er blevet anlagt.

## Demografi
Folketælling efter år:
| 1897 | 26.600  | 1962 | 465.000 | 1982 | 833.000 | 2000 | 875.500 | 2010 | 973.826   |
| 1923 | 60.400  | 1967 | 576.000 | 1986 | 885.000 | 2001 | 875.900 | 2011 | 979.600   |
| 1926 | 69.300  | 1970 | 648.100 | 1989 | 912.600 | 2003 | 909.300 | 2012 | 997.316   |
| 1939 | 186.100 | 1973 | 707.000 | 1992 | 925.000 | 2005 | 917.200 | 2013 | 1.016.385 |
| 1956 | 328.000 | 1976 | 758.000 | 1996 | 871.100 | 2008 | 936.400 | 2014 | 1.035.528 |
| 1959 | 412.000 | 1979 | 796.300 | 1998 | 875.300 | 2009 | 948.500 |      |           |

### National sammensætning
Den nationale sammensætning i Krasnojarsk ved folketællingen i 2010:
| Befolkningsgruppe               | antal   | % af den samlede befolkning |
| ------------------------------- | ------- | --------------------------- |
| Russere                         | 861.855 | 91, 96 %                    |
| Ukrainere                       | 9.610   | 1,02 %                      |
| Tatarer                         | 9.466   | 1,01 %                      |
| Aserbajdsjanere                 | 7.039   | 0,75 %                      |
| Armeniere                       | 6.714   | 0,72 %                      |
| Kirgisere                       | 6.274   | 0,67 %                      |
| Tadsjikere                      | 4.310   | 0,46 %                      |
| Usbekere                        | 4.266   | 0,45 %                      |
| Tyskere                         | 4.101   | 0,44 %                      |
| Hviderussere                    | 3.325   | 0,35 %                      |
| Andre nationaliteter            | 20.224  | 2,16 %                      |
| Antal, der opgav nationalitet   | 937.184 | 100,00 %                    |
| Samlet befolkning i Krasnojarsk | 974.591 |                             |

## Administrativ inddeling
Krasnojarsk er administrativt opdelt i 7 rajoner:
|   | Rajon                       | Indbyggertal (folketælling 2010) | Areal km² | Krasnojarsks rajoner |
| - | --------------------------- | -------------------------------- | --------- | -------------------- |
| 1 | Zjeleznodorozjnyj Jernbanen | 93.529                           | 18        |                      |
| 2 | Kirovskij                   | 114.715                          | 45,7      |                      |
| 3 | Leninskij                   | 145.530                          | 58,44     |                      |
| 4 | Oktjabrskij                 | 153.112                          | 86,3      |                      |
| 5 | Sverdlovskij                | 130.596                          | 72        |                      |
| 6 | Sovetskij                   | 281.284                          | 93,7      |                      |
| 7 | Tsentralnyj Centrum         | 55.060                           | 36        |                      |

Krasnojarsk rajoner er underopdelt i historiske kvarterer.

### Stor Krasnojarsk
Siden 2007 har krajens og byens forvaltninger overvejet at forene alle bymæssige bebyggelser i kommunen "Stor Krasnojarsk". Stor Krasnojarsk diskuteres at skulle bestå af Krasnojarsk, satellitbyerne Divnogorsk, Sosnovoborsk, Berjozovka og nærliggende bosættelser.
Det forventes at Stor Krasnojarsk vil have omkring 1,5 million indbyggere i 2020.

## Økonomi
I Zjeleznogorsk, ca. 60 km nordøst for Krasnojarsk, ligger et af de største underjordiske industrielle komplekser i verden, "Minedrift og Kemisk Kombinat" (russisk: Горно-химический комбинат, tr. Gorno-khimitjeskij kombinat), tidligere en top-hemmelig og stadig lukket produktionsenhed, hvor der siden starten i 1950'erne blandt andet blev produceret materiale til det sovjetiske atomvåbenprogram i tre plutonium reaktorer. Det industrielle kompleks har 5.360(2014) ansatte.
I Krasnojarsk ligger verdens næststørste aluminiumsværk, Krasnojarsks aluminiumssmelteværk (russisk: Красноярский алюминиевый завод, tr. Krasnojarskij aljuminijevyj zavod) med 4.720(2009) ansatte. Blandt andet for at opfylde energibehovet i aluminiumsværket opførtes et vandkraftværk 30 km vest for Krasnojarsk i 1967. Kapaciteten på den vedvarende energi fra Krasnojarsk vandkraftværk er 6.000 megawatt, hvilket gør det til et af de største i verden.
I Krasnojarsk findes flere meget store industrier indenfor minedrift, maskiningeniørvirksomheder, kemiindustri og bearbejdning.

### Trafik
Krasnojarsk jernbane, der er en del af Ruslands Jernbaner, betjener det sydlige Sibirien. Jernbanen åbnedes for trafik, som en del af Den transsibiriske jernbane, i 1898. Jernbanens længde er 3157,9 km(2009). I 2008 transporterede jernbanen godt 4 millioner passagerer med fjerntog og 12.378.000 i pendlertrafik. Samme år transporterede jernbanen 68,2 millioner tons gods.
Krasnojarsk betjenes af to lufthavne, Jemeljanovo Internationale Lufthavn (russisk: Международный аэропорт Емельяново, tr. Mezjdunarodnyj aeroport Jemeljanovo), der har 1.805.000(2015) passagerer, og har såvel internationale destinationer som indenrigsflyvninger samt Krasnojarsk Tjeremsjanka-lufthavn, der benyttes til inderigsflyvninger.

## Sport
- FK Jenisej Krasnojarsk fodboldklub;
- Centralnij stadion. Kapacitet	22.500 tilskuere.

## Venskabsbyer
- Sault Ste. Marie, Canada
- Mahiljow, Hviderusland
- Cremona, Italien
- Binzhou, Kina
- Changchun, Kina
- Daqing, Kina
- Harbin, Kina
- Heihe, Kina
- Qiqihar, Kina
- Ulan Bator, Mongoliet
- Žilina, Slovakiet
- Istaravshan, Tadsjikistan
- Unterschleißheim, Tyskland
- Dnipro, Ukraine
- Samarkand, Usbekistan

## Personer født i Krasnojarsk
- Andrej Drygin, sovjetisk/tadsjikisk alpin skiløber
- Helene Fischer, tysk/russisk sanger.
- Dmitrij Khvorostovskij, sovjetisk/russisk baryton
- Andreï Makine, fransk/russisk forfatter
- Bob Martin, østrigsk/russisk sanger
- Vasilij Surikov, russisk historiemaler
- Māra Zālīte, lettisk digter